# L'esplanade Laurier
L'esplanade Laurier è uno dei più importanti edifici di Ottawa (Canada). L'edificio consiste in due torri da 22 piani ciascuna, con una base costituita da un centro commerciale disposto su due piani.
L'intera struttura è coperta con marmo bianco, facendolo risaltare rispetto alle altre torri nella città. Alte 88 metri le due torri occupano la nona e la decima posizione nella classifica delle torri più alte della città. Si trova all'incrocio tra due strade principali di Ottawa, Laurier Avenue e Bank Street.
L'edificio venne costruito da Olympia and York tra il 1973 ed il 1975 con lo scopo di ospitare lavoratori del governo. Fu una delle ultime torri di uffici costruite da soggetti privati. A metà degli anni '70 il governo incominciò a costruire i propri uffici (ad esempio il C.D. Howe Building e il Place du Portage. Oggi ospita gli uffici principali del dipartimento della finanza. Più di 2000 dipendenti pubblici vi lavorano. Il centro commerciale, ai piani più bassi, ospita prevalentemente negozi progettati per attirare la clientela dei lavoratori.
Nel 2002 l'edificio venne chiuso per diversi giorni dopo un incidente che causò l'immissione di centinaia di litri di etilene glicole nelle tubature dell'acqua. Dopo l'accaduto il sistema venne ripulito e le torri tornarono in funzione.